# Дмитровка (Болградский район)
Дмитровка (укр. Дмитрівка) — село, относится к Болградскому району Одесской области Украины. Протекает река Валепержа. Основано в 1821 году гагаузскими и болгарскими  поселенцами. Находится рядом с молдавско-украинской границей. В дни празднования 200-летия основания села Дмитровка, основанного, как полагают историки Дмитрием Ватикиоти, в чего честь был открыт бюст.
Согласно трудам комиссии по изучению племенного состава России Российской академии наук под руководством Л.С. Берга (часть 6 «Население Бессарабии» - этнографический словарь и численность, с 10-верстной этнографической картой) 1923 года население составляло 3250 человек «+ 145 молдаван». Население по переписи 2001 года составляло 4806 человек. Почтовый индекс — 68710. Телефонный код — 4846. Занимает площадь 3,37 км². Код КОАТУУ — 5121483001.

## Население и национальный состав
По данным переписи населения Украины 2001 года распределение населения по родному языку было следующим (в % от общей численности населения):
По Дмитровскому сельскому совету: украинский — 0,89 %; русский — 1,00 %; болгарский — 1,56 %; гагаузский — 96,17 %; молдавский — 0,25

## Местный совет
68710, Одесская обл., Болградский р-н, с. Дмитровка, ул. Ленина, 107.